# Ermida de Santa Catarina (Vila Franca do Campo)

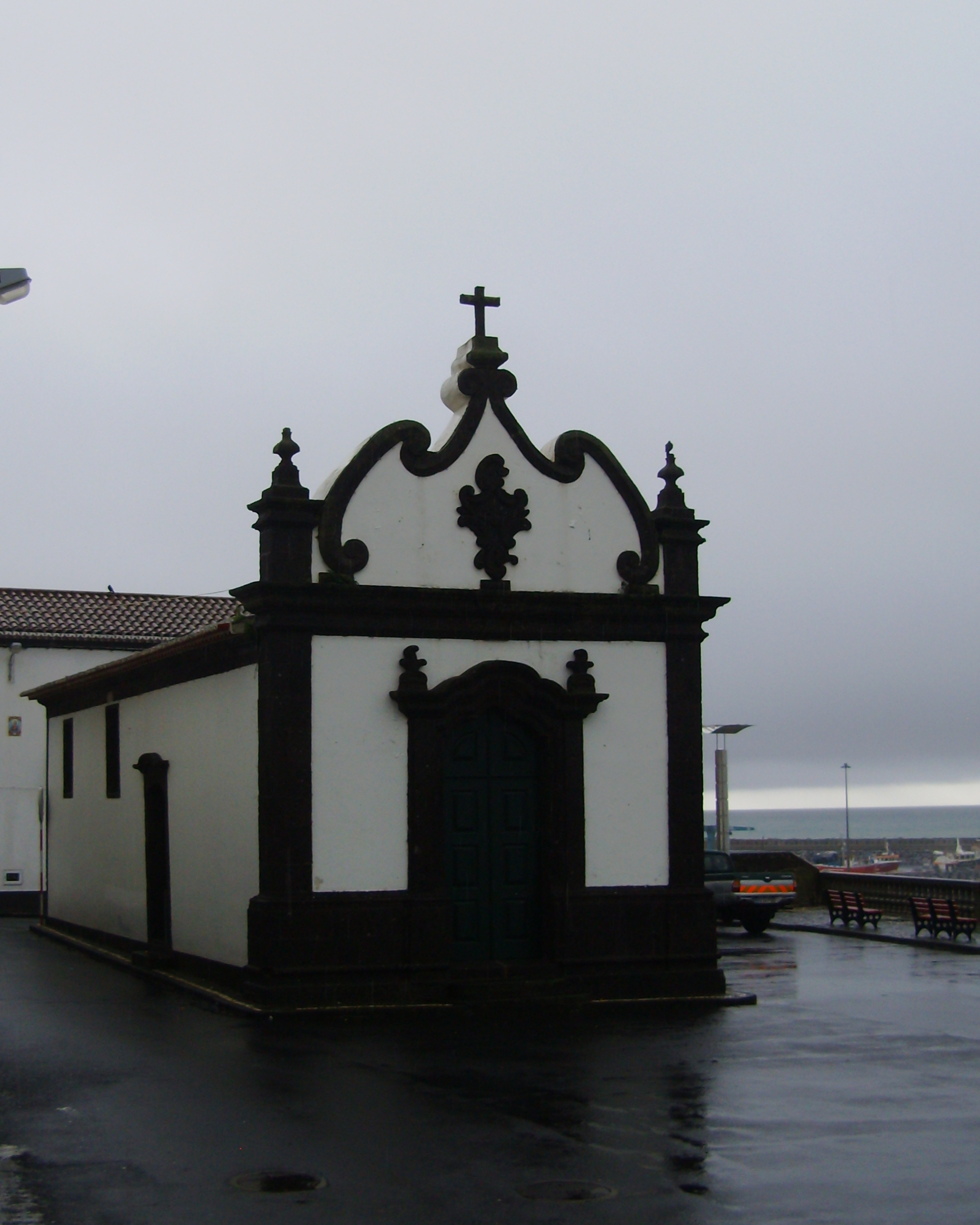
Ermida de Santa Catarina, Vila Franca do Campo.

A Ermida de Santa Catarina localiza-se no atual Largo do Infante de Sagres, na Vila e concelho de Vila Franca do Campo, na ilha de São Miguel, Região Autónoma dos Açores, em Portugal.

## História
Acredita-se que esta ermida date dos fins do século XV, anterior portanto ao terramoto de 1522 que arrasou parte daquela vila.
De fato, é referida no testamento de Nuno Gonçalves, datado de 1504, primeira pessoa a ter nascido na ilha de São Miguel. Gaspar Frutuoso refere que, por ocasião daquele cataclismo, esta ermida manteve-se de pé, razão pela qual foi usada à época como paróquia, dados os danos sofridos pela Igreja de São Miguel Arcanjo.
Primitivamente, este templo tinha fábrica própria, ou seja, administração privativa, com base nos legados e demais dádivas recebidas.
Nos fins do século XVIII, houve uma questão com os administradores de Santa Catarina, os quais gastaram os saldos desta fábrica em benefício de vários altares da Igreja Matriz de São Miguel Arcanjo, tendo a situação vindo a ser composta com a sanção das despesas pelo Bispo da Diocese de Angra.
Ao longo dos séculos a ermida sofreu diversas intervenções de conservação e reforma. Em 1696 o seu teto estava arruinado; em 1707 havia falta de paramentos e o alpendre do adro necessitava ser reformado.
No ano de 1811 encontrava-se de tal modo arruinada que era impossível nela praticar o culto. Data desse período uma extensa campanha de intervenção que se estendeu até 1822, altura em que foi de novo autorizada a celebração da missa.
Neste templo se encontravam recolhidos o altar, a imagem e demais alfaias que pertenciam à antiga ermida de São Pedro Gonçalves, de Vila Franca do Campo.